# ブロードアロー

ブロードアロー

簡略化した例

ブロードアロー（Broad Arrow ）はイギリスの官有物である旨を示す矢印形のマークである。
17世紀末頃から軍用品につけられたがその後広く用いられ、例えば1921年までは囚人服にもつけられていた。矢の幅や高さに至るまで規定があったが実際には単純な線で構成されているなどバリエーションがある。イギリス本国だけでなく例えばカナダ空軍用の時計にも見ることができるなどイギリス連邦の国で使われた例がある。
時計ではビューレン、シ−マ、ドクサ、エルジン、エテルナ、ハミルトン、インターナショナル・ウォッチ・カンパニー、レマニア（現ヌーベル・レマニア）、ロンジン、モーリス、オメガ、レコード、ロレックス、セイコー（現セイコーホールディングス）、スミス、ユリスナルダン、ヴァシュロン・コンスタンタン、ウォルサム、ゼニス、カメラではコンタックス、ライカ、リードに見ることができる。